# 앙리 다르투아
앙리 다르투아(Henri d'Artois)는 프랑스 왕세손이자 보르도 공작으로, 프랑스 왕가의 왕족이다. 앙리는 부르봉 카페가의 수장이며, 샹보르 백작(comte de Chambord)이라는 의례 호칭으로 더 유명하다. 앙리는 1820년 9월 29일 파리 튀일리궁에서 태어나, 1883년 8월 24일 오스트리아 란쳉키르헨에 있는 프로스도르프 성에서 사망했다. 샤를 10세의 손자이자 프랑스 적통 부르봉가의 마지막 수장으로, 앙리는 1844년부터 사망할 때까지 앙리 5세(Henri V)라는 이름으로 프랑스 왕위를 주장하였다.
루이 18세로부터 받은 다르투아(d'Artois)라는 성은 (앙시앵 레짐 시기 왕실의 유별난 고유 작위 수여로써) 출생 증명서에 적혀있는 이름이나, 앙리는 1844년 (프랑스 최후의 도팽이던 삼촌 마른 백작이 사망한 해) 이후로 그 이름을 사용하지 않고, 그 대신 명목뿐인 성인 "드 프랑스"(de France)를 쓰게 된다. 
덧붙여, 같은 해인 1844년부터 앙리는 타국과의 관계(특히 그를 정치적 망명자로 보던 이들에게) 에서는 드 부르봉(de Bourbon)이라는 성을 사용했다. 앙리는 몇몇 민사소송건에서 프랑스에 있는 자신의 변호사에게 소송대리를 맡길 때  (그랑 시에클부터 프랑스 왕실 사생아들의 성으로 사용되었던) 이 가명을 사용하기도 했다. 왕정복고기, 앙리 다르투아는 루이 18세로부터 부르봉조가 1814년 처음으로 집결했던 도시인 보르도를 기리는 의미로 보르도 공작위를 수여받았다.
앙리 다르투아는 1830년 할아버지 샤를 10세의 퇴위와 삼촌 도팽(훗날의 왕위 주장자 “루이 19세”)의 양위로 인하여 9살의 나이에 왕으로 지명되었으나 오를레앙 공작 루이 필리프의 즉위로 국왕 업무를 보지는 않았다. 이후 앙리는 전가족들과 잉글랜드로 망명을 떠난다. 1830년부터 죽을 때까지 앙리는 국가에서 인수하여 자신에게 제공했었던 샹보르 성의 이름을 딴 샹보르 백작(망명간 몰락한 왕가로부터 9살 때 수여받은)이라는 의례 칭호를 쓴다. 앙리의 지지자들은 그를 “앙리 5세”라 여겼다. 1844년 전까지 앙리는 할아버지가 아르투아 백작이었을 때 사용한 것과 같은 붉은 빛 톱니모양의 장식의 문장을 썼다.
1870년 제2 제국의 몰락 이후 프랑스로 돌아온 앙리는 새 국회의 다수파이던 왕당파에 합류하여, 오를레앙파와 화해한다. (하지만 오를레앙파는 부르봉 직계 가문의 계승자임을 자칭한다) 그렇지만 앙리가 삼색기 채용에 반대하며 백기를 국기로 제정하고자 한 것에 대해 국회의원 대다수가 그의 즉위를 거부하고, 결국 그는 왕정복고 계획이 실패하게 된 것을 목격한다.
앙리는 루이 15세와 마리 레슈친스카의 마지막 적통 남자 후손이다. 1883년 자식 없이 그가 사망함으로 인하여 부르봉 카페 가문의 아르투아 방계는 단절되고, 프랑스 왕위의 정통성을 둘러싸고 에스파냐계 부르봉 가문과 오를레앙 가문의 분쟁이 시작되어 현재까지 계속된다.

## 생애
어려서 아버지를 잃고 할아버지 샤를 10세의 잠정적 후계자가 되었다. 또한 자식이 없던 마리 테레즈 샤를로트가 그를 특별히 귀여워했다고도 한다. 그러나 전제정치를 펴던 샤를 10세는 1830년 7월 혁명으로 퇴위 압력에 직면했다. 그러나 샤를 10세는 당시 5세의 어린 나이였던 손자인 앙리에게 자리를 양위하고 오를레앙 공작 루이 필리프를 섭정공으로 하도록 계획했다. 그러나 루이 필리프 자신이 정변을 일으켜 왕위에 오름으로서 그는 할아버지와 함께 피신해야 했다.
1870년 나폴레옹 3세가 퇴위하자 그는 다시 왕위계승권을 주장하였다. 1871년 프랑스 총선에서 의회의 과반수를 차지한 왕당파 의원들은 입헌군주제를 하는 조건으로 왕위를 주는 협상안을 제시했다. 그러나 그는 삼색기를 폐지하려는 등 프랑스 대혁명 이후의 시대적 흐름을 극도로 부정함으로써 왕위에 오르지 못하였고 왕당파 세력도 프랑스 제3공화국에서 점차 세력이 약해져갔다. 후계자 없이 사망하여 프랑스의 부르봉 왕조 직계는 단절되었다.

### 내용주
1. ↑  1844년 앙리 아르투아 曰, "마른 공작의 사망으로, 부르봉가의 수장이 되었다"[1].
2. ↑  프랑스 왕가 호적대장에서 볼 수 있듯, 당대 이름 앙리(Henri)의 철자는 Henry였다.[2]
3. ↑  보르도 공작의 아버지인 베리 공작 샤를페르디낭 다르투아는 스스로 다르투아라는 성을 개성(改姓)하였고, 베리 공작의 아버지, 샤를필리프 드 프랑스(훗날의 샤를 10세)는 왕위에 오르기 전 아르투아 백작이라는 칭호로 불렸었다.
4. ↑  그에 반해 샤를 10세의 손자들(파르마 공작부인 루이즈와 샹보르 백작 앙리)의 가명인 드 부르봉(de Bourbon)이라는 성씨는 부르봉 드 콩데가 및 콩티가의 공식 성씨였으며, 서자 가문인 부르봉 드 뷔세가의 성씨이기도 했었다. 또한 드 부르봉이라는 성씨는 비록 프랑스 왕들의 동의는 없었으나, 루이 14세의 손자로 앙주 공작이었던 필리프 드 프랑스의 부계 후손들에게도 사용되었다.

### 참조주
1. ↑  (Jossinet 1983, 206쪽)
2. ↑  프랑스 왕가 호적대장 제1호 (1816년 6월 17일 - 1845년 11월 15일), 문화부 Archim DB